# Julio Musimessi
Julio Elías Musimessi (* 9. Juli 1923 in Corrientes, Argentinien; † 27. August 1997 in Morón, Argentinien) war ein argentinischer Fußballspieler. 
Er gehörte als zweiter Torhüter der argentinischen Nationalmannschaft bei der Fußball-WM 1958 an. Ansonsten spielte er ab 1942 zunächst bei Newell’s Old Boys und danach bei Boca Juniors, mit denen er 1954 die Meisterschaft gewann. 